# Tomasz Wierzejski
Tomasz Antoni Wierzejski (ur. 1953) – polski fotograf, działacz opozycji w okresie PRL.
Absolwent historii filozofii na Akademii Teologii Katolickiej w Warszawie, ukończył również podyplomowe studium fotografii naukowej na Uniwersytecie Warszawskim. Działał w opozycji demokratycznej, wraz z żoną Agnieszką Wierzejską zajmował się dystrybucją wydawnictw drugiego obiegu. W 1979 w swoim mieszkaniu założyli skład publikacji podziemnych Niezależnej Oficyny Wydawniczej. Tomasz Wierzejski był współzałożycielem i kierował Niezależną Agencją Fotograficzną FotoNOWA, której członkowie zajmowali się gromadzeniem i wydawaniem dokumentacji fotograficznej w ramach zestawów tematycznych. W 1989 Tomasz Wierzejski jako fotograf dołączył do zespołu redakcyjnego „Gazety Wyborczej”, z którą był związany do 1993. Później został redaktorem naczelnym i współwłaścicielem Agencji Prasowej FOTONOVA.
W 2011 odznaczony Krzyżem Oficerskim Orderu Odrodzenia Polski. Wyróżniony także odznaką Zasłużony Działacz Kultury.